# Hany Tamba
Hany Tamba est un réalisateur et scénariste libano-britannique[réf. nécessaire], né le 23 mars 1961 à Beyrouth. 
Son court-métrage After Shave (2005) a été la première œuvre cinématographique réalisée par un cinéaste libanais à être primée aux Césars, en remportant le prix du meilleur court-métrage en 2006. Ce film a remporté le prix Attention Talent Fnac du Festival international du court métrage de Clermont-Ferrand en 2005 et plusieurs autres distinctions (prix du jury et mention spéciale à Lille 2005, prix Cinécourts à Cabourg 2005, prix du public à Côté Court 2005). Les acteurs Rafic Ali Ahmad, Julia Kassar, Mahmoud Mabsout et Fady Reaidy font partie de la distribution.
Hany Tamba est également l'auteur des autres courts-métrages suivants : Beyrouth : les barbiers de cette ville (1997, documentaire ), Mabrouk Again (1998) et Du poil de la bête (2002), qui ont tous rencontré des succès à de nombreux festivals de courts-métrages dans le monde.

Son premier long-métrage, Une chanson dans la tête (Melodrama Habibi) avec Patrick Chesnais dans le rôle principal, est sorti en France et Belgique en 2008 et au Liban en 2009.